# 30 Arietis
30 Arietis (en abrégé 30 Ari) est un système stellaire et planétaire hiérarchique situé dans la constellation zodiacale du Bélier. Il est composé d'au moins quatre étoiles et d'une planète, cette dernière confirmée en orbite autour d'une de ces quatre étoiles.

## Historique des découvertes et nomenclature
Le système tel qu'on le connaît aujourd'hui n'est déterminé que depuis peu. Étant donné la complexité du système, la nomenclature correspondante n'est pas d'un choix aisé.

### Avant 1916: deux étoiles connues
Jusqu'en 1916, seules deux entités (chacune résolue seulement comme une étoile) étaient connues dans ce système, dès lors baptisées A et B conformément aux conventions du Washington Multiplicity Catalogue (WMC).

### 1916: découverte de la nature binaire de30 Ari A
En 1916, il est découvert que 30 Ari A est une binaire spectroscopique, ce que révèlent Walter S. Adams et Alfred H. Joy dans un article publié trois ans plus tard.

### 2009: découverte de la première planète du système
En 2009, deux découvertes furent faites par Guenther et al. à propos de ce système. Primo, le sous-système principal, noté A, est en réalité constitué de deux étoiles, dès lors notées Aa et Ab, toujours selon les conventions du WMC. Secundo, le sous-système secondaire, dont on ne connaissait jusqu'alors que l'étoile centrale, comprend aussi une planète. L'étoile reçut alors formellement la désignation Ba et la planète fut appelée Bb.

### 2015: découverte de la quatrième étoile
C'est la découverte en 2015 d'un compagnon stellaire au couple B qui compliqua les choses. Plusieurs idées furent évoquées : détourner les conventions du WMC en renommant la composante principale du sous-système en BA (donc composée de l'étoile BAa et de la planète BAb) et en nommant BB le nouvel objet découvert ; appliquer les conventions du WMC en nommant Ba et Bb les deux compagnons stellaires, ce qui crée cependant un conflit avec la désignation employée jusqu'alors pour désigner la planète (ce qui est problématique notamment dans le cadre de recherche bibliographique) ; ou conserver, au moins de façon provisoire, les noms utilisés jusqu'alors en baptisant la nouvelle étoile C. C'est cette dernière convention qui a été adoptée par Riddle et al. (2015), Roberts et al. (2015) et Kane et al. (2015). Cette même convention est dès lors également adoptée dans le présent article.

## Structure du système
Le système 30 Arietis est hiérarchisé. Les quatre étoiles sont regroupées en deux paires, avec la planète en orbite autour d'une des deux étoiles d'une des deux paires.
Les deux sous-système, notés A et (BC), sont séparées d'environ 38,1 secondes d'arc, soit 1 500 unités astronomiques à 130 années-lumière. Le système 30 Arietis est âgé de 910 millions d'années, un cinquième de l'âge du Soleil. Le sous-système A est constitué des deux étoiles Aa et Ab et le sous-système (BC) est constitué du système B, lui-même composé de l'étoile Ba, de sa planète Bb et de l'étoile C.

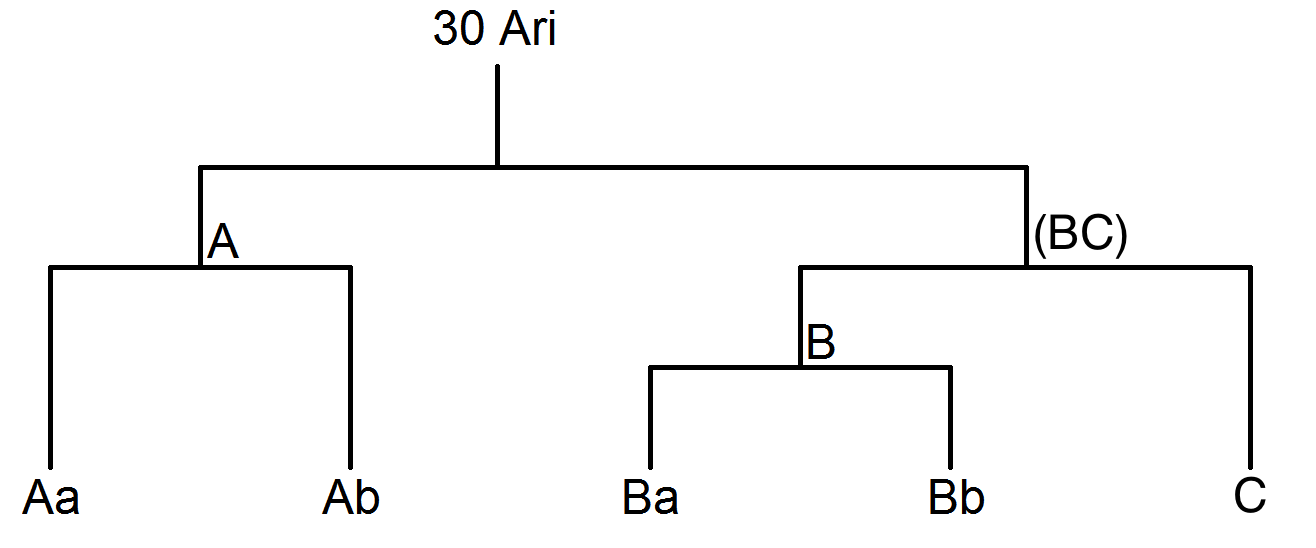
Structure hiérarchique du système stellaire et planétaire 30 Arietis.

### 30 Arietis A
La composante la plus brillante du système est 30 Arietis A (en abrégé 30 Ari A), une binaire spectroscopique. Les deux étoiles de ce sous-système ont une période orbitale de 1,1 jour.

#### 30 Arietis Aa
30 Arietis Aa est une étoile jaune-blanc de la séquence principale (FV).

#### 30 Arietis Ab
30 Arietis Ab est une naine rouge de séquence principale ayant 0,14 fois la masse du soleil et mesure 1,60 fois jupiter.

### 30 Ari (BC)
La deuxième composante du système est le système 30 Arietis B (abrégé en 30 Ari B). Ce système est composé de deux étoiles et d'une planète en orbite autour du membre principal de ce sous-système.

#### 30 Ari B

##### 30 Arietis Ba
Comme 30 Arietis Aa, 30 Arietis Ba est une étoile jaune-blanc de la séquence principale (FV).

##### 30 Arietis Bb
30 Arietis Bb (30 Ari Bb) est une planète confirmée en orbite autour de 30 Arietis Ba,,,. Elle est la seule planète connue du système 30 Arietis.

#### 30 Ari C
30 Arietis C est une naine rouge de séquence principale ayant 0,5 fois la masse du soleil et 4,40 le diamètre de jupiter.

## Désignations
Les objets constituant ce système sont répertoriés dans plusieurs catalogues et ont donc plusieurs désignations :
| Catalogue                | Système             | A        | Aa        | Ab        | (BC)        | B        | Ba        | Bb        | C        |
| ------------------------ | ------------------- | -------- | --------- | --------- | ----------- | -------- | --------- | --------- | -------- |
| Désignation de Flamsteed | 30 Arietis (30 Ari) | 30 Ari A | 30 Ari Aa | 30 Ari Ab | 30 Ari (BC) | 30 Ari B | 30 Ari Ba | 30 Ari Bb | 30 Ari C |
| Catalogue de Boss        | –                   | Boss 593 | –         | –         | –           | Boss 592 | –         | –         | –        |
| ?                        | Σ 5                 |          |           |           |             |          |           |           |          |

### Publications scientifiques
- [Adams et Joy 1919] Walter S. Adams et Alfred H. Joy, « The orbits of three spectroscopic binaries » [« Les orbites de trois binaries spectroscopiques »], The Astrophysical Journal, no 49,‎ avril 1919, p. 186-195 (DOI 10.1086/142454, Bibcode 1919ApJ....49..186A, lire en ligne)

### Bases de données
- Ressource relative à l'astronomie (pour 30 Arietis A) :   - Simbad
- Ressource relative à l'astronomie (pour 30 Arietis B) :   - Simbad